# Крушники
Крушники́ — село в Україні, у Чоповицькій селищній громаді Коростенського району Житомирської області. Населення становить 112 осіб.

## Географія
На південно-східній околиці села бере початок річка Збічна, ліва притока Ірши.